# هاري ولز
هاري ولز (بالإنجليزية: Harry Wells)‏ هو لاعب دوري الرغبي أسترالي، ولد في 8 مايو 1932.